# Okręg zarafszański
Okręg zarafszański (ros. Зеравшанский округ, uzb. زرافشان آکروگی) – dawny obwód Uzbeckiej SRR w ZSRR (obecnie w granicach Uzbekistanu. Siedzibą była Karmana (Kermine).

## Historia

### Okręg zarafszański (1868–1886)
Jednostka o nazwie okręg zarafszański z siedzibą w Samarkandzie funkcjonowała w Imperium Rosyjskim od 1868 do 31 grudnia 1886, 1 stycznia 1887 włączona ją do nowo utworzonego obwodu samarkandzkiego.

### Obwód zarafszański (1925–1926)
W związku z utowrzeniem Uzbeckiej SRR w 1925 roku, republikę podzielono na siedem obwodów, w tym obwód zarafszański (Зеравшансккая область). Nazwa pochodziła od rzeki Zarafszan. Już w 1926 roku obwody zniesiono, zastępując je okręgami.

### Okręg zarafszański (1926–1930)
W latach 1925–1930 na tym terenie powstał okręg zarafszański (Зеравшанский_округ), który podzielono na sześc rejonów: karadaryjski, katagurgański, kerminejski, narpajski, nuratański and chatyrczyński.
Według wszechzwiązkowego spisu ludności z 1926 r. ludność okręgu liczyła 278 tysięcy osób. Spośród nich 246.620 osób to Uzbecy, a 10,476 Tadżykowie. W okręgu występowali również Turkmeni (4722 osoby), Arabowie środkowoazjatyccy (4088 osób), Rosjanie (3737 osób), Kazachowie (2908 osób) i środkowoazjatyccy (buchariańscy) Żydzi (2290 osób) oraz 30 inne mniejszości narodowe.
W 1930 w Uzbeckiej SRR przeprowadzono kolejną reformę administracyjno-terytorialną, w związku z którą okręgi zostały zlikwidowane, a obszary wchodzące w ich skład bezpośrednio podporządkowanie republice. 30 lipca 1930 okręg zarafszański zniesiono.